# Rosalynn Carter
Eleanor Rosalynn Carter (született: Smith; Plains (Georgia), 1927. augusztus 18. – Plains (Georgia), 2023. november 19.) amerikai író és aktivista, aki 1977 és 1981 között volt az Amerikai Egyesült Államok first ladyje, Jimmy Carter elnök feleségeként. Évtizedekig nagyon fontos szerepe volt több aktivista mozgalomban is, többek között mentális egészséggel kapcsolatban is.

## Pályafutása
Carter Georgia államban született, Plains városában, egy szegény család tagjaként nőtt fel. A Plainsi Középiskolát az évfolyam második legjobbjaként hagyta ott, majd 1946-ban végzett a Georgiai Délnyugati Főiskola tanulójaként. Azt követően szeretett bele Jimmy Carterbe, hogy látott róla egy képet egyenruhájában, 1945-ben kezdték meg kapcsolatukat és még 1946-ban összeházasodtak. Segített férjének megnyerni Georgia kormányzóságát 1970-ben és a mentális egészségre koncentrált az állam first ladyjeként, bejárta Georgia ebben segítő intézményeit. Kampányolt ezek mellett férjével, mikor azt az Egyesült Államok elnökének választották 1976-ban, legyőzve Gerald Fordot.
Carter politikailag aktív volt férje elnöksége során, de kijelentette, hogy nem akar egy hagyományos first lady lenni. Carter támogatta férje politikáját, illetve gyakran részt vett a kabinet megbeszélésein és képviselte férjét egyes találkozókon, gyakran külföldi államfőkkel is, például 1977-ben küldöttként Latin-Amerikába. Férje elnöksége alatt gyakran az Egyesült Államok második legtöbb hatalommal rendelkező emberének nevezték. 1980-ban kampányolt férje újraválasztásért, de kikaptak a republikánus Ronald Reagantől. Többször is találkozott a Nancy Reagannel, barátság alakult ki köztük.
Mióta elhagyta a Fehér Házat 1981-ben, Carter azóta is felszólalt a mentális egészség fontossága és más ügyek mellett, illetve több könyvet is írt. 96 évesen a második legtovább élt first lady, Bess Truman után és a leghosszabb ideig házas first lady. 1999-ben férje és ő is megkapta a Elnöki Szabadság-érdemrendet.

## Bibliográfia
- Carter, Rosalynn. First Lady from Plains (1984). ISBN 1-55728-355-9
- Carter, Rosalynn, Carter, Jimmy. Everything to Gain – Making the Most of the Rest of Your Life (1987). ISBN 1-55728-388-5
- Carter, Rosalynn, Golant, Susan K. Helping Yourself Help Others – A Book for Caregivers (1994). ISBN 0-8129-2591-2
- Carter, Rosalynn, Golant, Susan K. Helping Someone with Mental Illness – A Compassionate Guide for Family, Friends, and Caregivers (1998). ISBN 0-8129-2898-9
- Carter, Rosalynn, Golant, Susan K., Cade, Kathryn E. Within Our Reach – Ending the Mental Health Crisis (2010). ISBN 978-1-59486-881-8